# Bestiarius

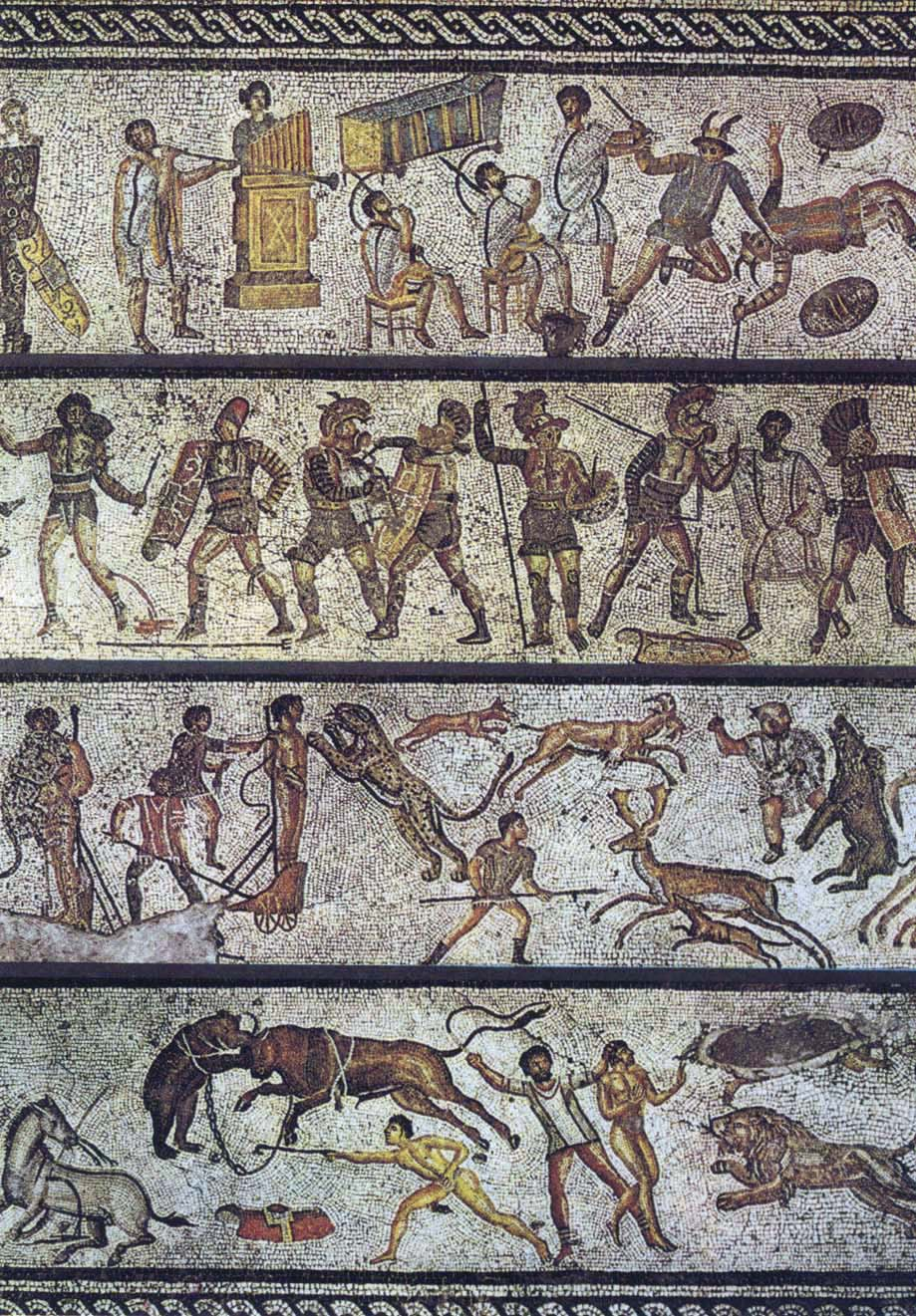
Bestiarii in combattimento

Il bestiarius (pl. bestiarii) era, nell'antica Roma, colui che si presentava nell'arena contrapposto alle bestie feroci. Di solito con questo termine venivano indicate due diverse categorie di persone: la prima comprendeva i condannati a morte destinati ad essere sbranati dalle fiere, la seconda includeva uomini liberi che, divenuti auctorati, le affrontavano volontariamente per ricavarne denaro oppure gloria ed ammirazione. Questi ultimi vengono, a volte, chiamati erroneamente gladiatori, ma a quel tempo con questo appellativo si indicavano solo coloro che combattevano contro altri uomini. Il termine usuale per indicare coloro che partecipavano alle cacce nell'arena è, invece, venatores.

## Condanna a morte

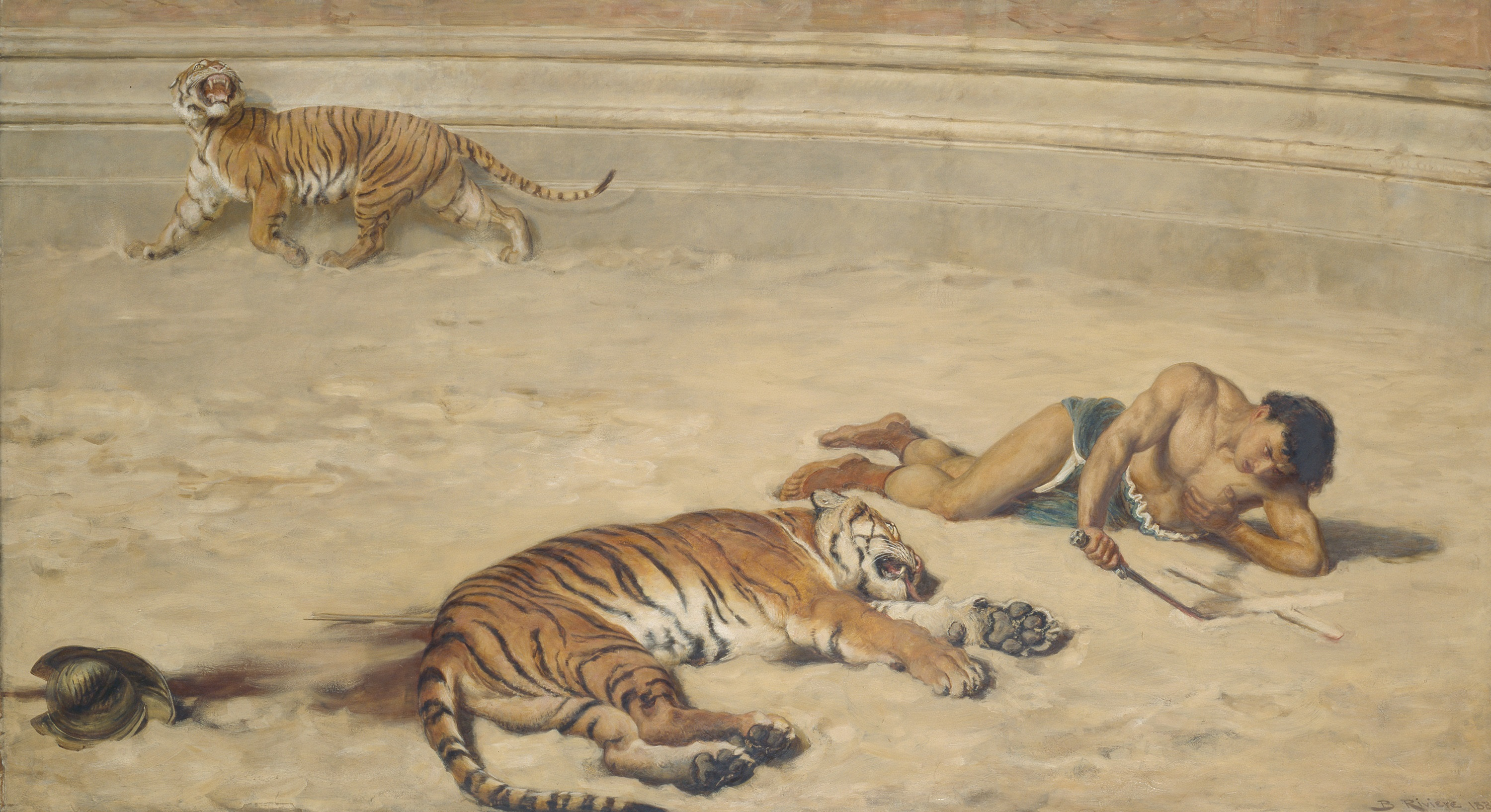
Briton Rivière, A Roman Holiday, National Gallery of Victoria

Adottata come forma di tortura e di pena capitale, la condanna a morte per sbranamento, chiamata damnatio ad bestias, veniva inflitta ai nemici dello stato, tra i quali erano compresi i prigionieri e gli schiavi riconosciuti colpevoli di un reato grave. Costoro venivano inviati a morire nudi, con minime possibilità di difesa contro le fiere. Anche se fossero riusciti ad abbatterne qualcuna, altri animali venivano continuamente introdotti nell'arena, fino a che i bestiarii non fossero tutti morti.
Tigri e leoni erano gli animali più utilizzati per questo macabro spettacolo, insieme a orsi, leopardi e lupi. A volte, invece, venivano usate belve più piccole, come i cinghiali e le iene, per prolungare l'agonia.
Privi di addestramento e di difesa, i condannati talvolta preferivano suicidarsi piuttosto che cadere vittime nell'arena. Ce lo attesta Seneca, che riferisce di un prigioniero che preferì la morte per soffocamento, ingoiando volontariamente una spugna, e di un altro che si ruppe il collo infilando la testa in una ruota del carro che lo conduceva nell'anfiteatro, e anche Simmaco, che racconta di ventinove prigionieri sassoni i quali preferirono strangolarsi vicendevolmente nelle loro celle piuttosto che affrontare il supplizio.

## Combattimento volontario

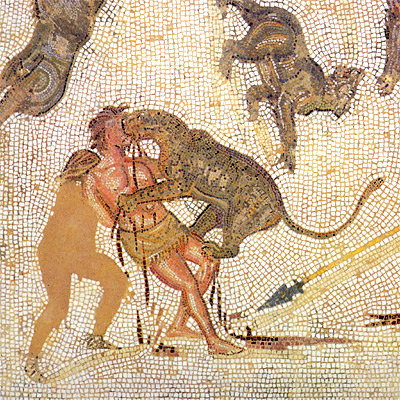
Mosaico conservato al Museo archeologico di Susa, Tunisia

Secondo Seneca, questi altri bestiarii erano, invece, dei giovani animosi che, per diventare esperti nell'esercizio delle armi, combattevano talvolta contro le bestie e talvolta contro altri uomini, al fine di mostrare il proprio coraggio e la propria destrezza. L'imperatore Augusto incoraggiava questa pratica nei giovani di alto rango; Nerone ci si esponeva di persona, e fu per l'aver ucciso delle bestie nell'anfiteatro che Commodo assunse il titolo di Ercole romano.
Nel XVI secolo, il francese de Vigenère identificò altri due tipi di "bestiarii": i primi erano coloro che dello scontro con le fiere avevano fatto un mestiere e combattevano, quindi, per denaro; un secondo tipo era rappresentato da combattimenti di gruppo che vedevano scontrarsi parecchi bestiarii armati contro un numero altrettanto folto di belve.
Come riportato da Tertulliano, sembra che ci fosse anche una scuola a Roma (bestiarum scholae o bestiariorum), dove le persone erano addestrate al combattimento con le fiere. Si tratta probabilmente del Ludus Matutinus, che Domiziano fece erigere non lontano dal Colosseo per l'addestramento dei bestiarii, così chiamato perché i combattimenti si svolgevano al mattino.

### Fonti primarie
- Cicerone, Pro Sestio
- Seneca, De Beneficiis
- Seneca, Ad Lucilium epistulae morales
- Simmaco, Epistulae
- Tertulliano, Apologeticum

### Fonti secondarie
- (EN) William Smith, A dictionary of Greek and Roman antiquities, Boston, Little, Brown & Company, 1859.